# Waldemar Stępień
Waldemar Stępień (ur. 27 czerwca 1946 w Godzisławiu koło Szczecinka) – były polski lekkoatleta, specjalizujący się w skoku w dal.

## Kariera
12 lipca 1969 w Chorzowie ustanowił rekord Polski w skoku w dal wynikiem 8,21 m. Był to 2. wynik na listach światowych w tym roku. Przetrwał jako rekord Polski do roku 1975.
Wystąpił w skoku w dal na mistrzostwach Europy w 1969 w Atenach, ale z wynikiem 7,23 m odpadł w eliminacjach. Na halowych mistrzostwach Europy w 1970 w Wiedniu zajął 14. miejsce.
Był trzykrotnym medalistą mistrzostw Polski w tej konkurencji: złotym w 1969 oraz brązowym w 1970 i  1972. 
W latach 1969–1972 wystąpił w ośmiu meczach reprezentacji Polski, odnosząc 6 zwycięstw indywidualnych. 
Był zawodnikiem klubu Społem Łódź.

## Rekordy życiowe
Rekord życiowy Stępnia w skoku w dal wynosi 8,21 m (12 lipca 1969, Chorzów), co jest 3. wynikiem w historii polskiej lekkoatletyki.

## Osiągnięcia
| Rok  | Impreza                   | Miejsce  | Pozycja           | Wynik |
| ---- | ------------------------- | -------- | ----------------- | ----- |
| 1969 | Mistrzostwa Europy        | Ateny    | el. – 19. miejsce | 7,23  |
| 1970 | Halowe mistrzostwa Europy | Wiedeń   | 14. miejsce       | 7,38  |
| 1970 | Półfinał pucharu Europy   | Helsinki | 6. miejsce        | 7,42  |